# Candelabro de Paracas

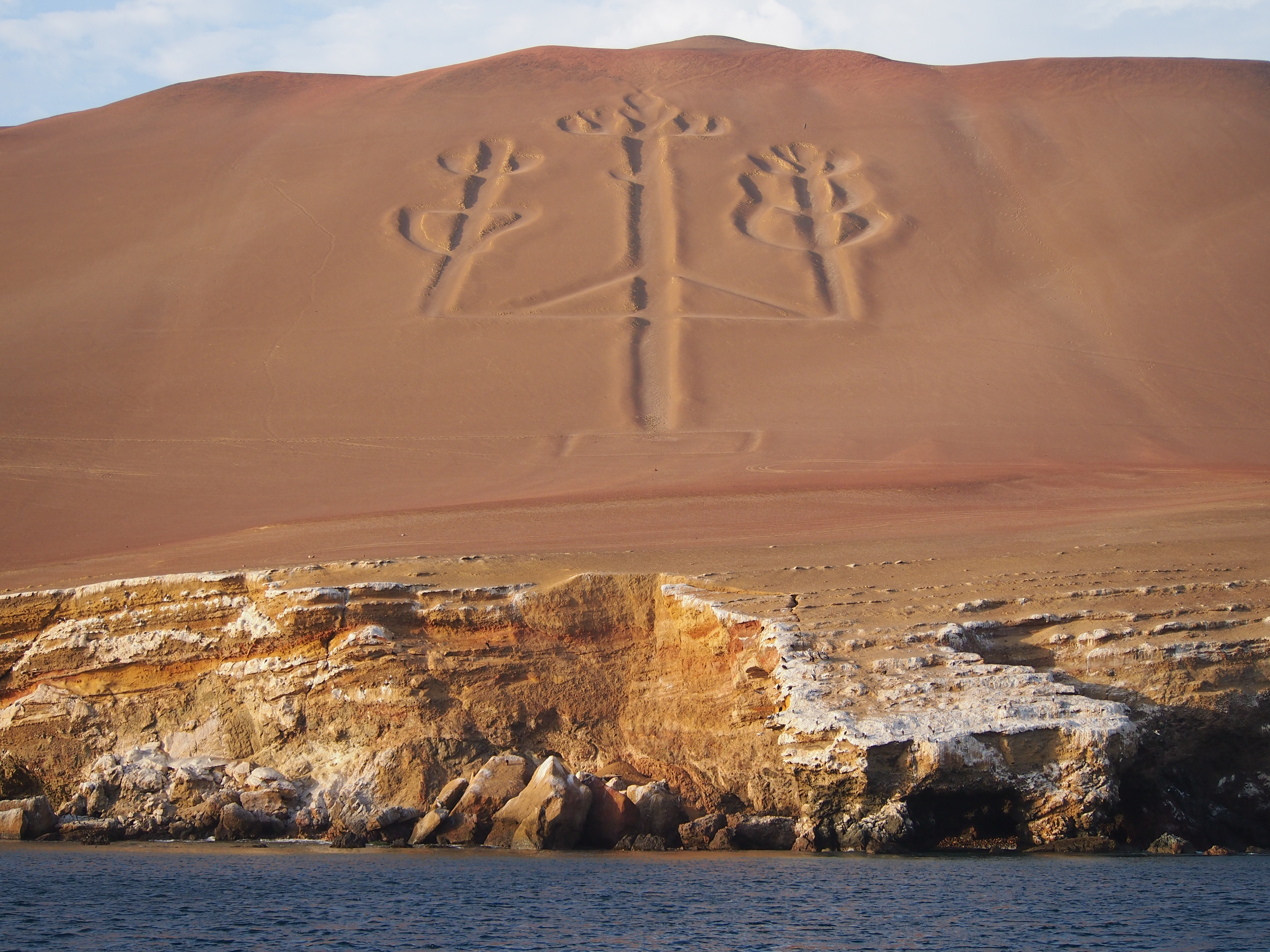
Candelabro de Paracas

El Candelabro de Paracas es un famoso geoglifo ubicado en la costa norte de la península de Paracas, en la provincia de Pisco, dentro del departamento de Ica, en Perú. Sus grandes dimensiones y su diseño sobre la arena permiten distinguir una relación con las líneas, geoglifos de Nazca y de pampas de Jumana. El Candelabro mide 180 metros de largo y se calcula que tiene unos 2500 años. Su significado sigue siendo un misterio.

## Realización
En una suave colina de arena, en la bahía de Pisco; se encierra un misterio de la historia del Perú, un “Candelabro” inmenso, dibujado sobre la cambiante superficie de arena, sin que jamás se haya borrado. 
En los años 50 del siglo XX, durante 6 meses, Maria Reiche estudió el Candelabro de Paracas. Se midieron sus dimensiones y se analizó su dirección que señala al sur como la constelación Cruz del Sur. El trabajo de hacer este geoglifo en la arena fue muy preciso considerando que la zona es de mucho viento. La dirección del Candelabro, junto con el viento y el agua marina han hecho una gruesa capa cristalina que lo ha mantenido desde su creación.

## Hipótesis interpretativa
Se tejen creencias de que esta figura señalaría la existencia de algún tesoro escondido por los piratas que asolaron las costas americanas en busca del apreciado oro que los conquistadores obtenían de los pueblos indígenas y embarcaban a Europa. Contrarios a esta teoría sostienen que los piratas eran seres burdos, que no harían semejante maravilla.

### Antiguos peruanos y piratas
Los antiguos peruanos y algunos piratas que recorrían el mar, dibujaron este candelabro con la finalidad de orientarse en sus travesías de pesca o de conquista, pues visto desde tierra no puede ser apreciado, lo que si ocurre desde el límpido mar Paraqueño.Fue más que nada para que desembarquen contrabando, los piratas y corsarios, ya que en el puerto del Callao los españoles resguardaban.

### José de San Martín
Una teoría sin origen señala que fue realizado por José de San Martín 1778-1850, interpretando que se trata de un símbolo de la masonería y otra que es una señal para los navegantes. Aunque esta teoría no coincide con la supuesta antigüedad de la figura, de 2500 años.

## La Cruz del Navegante
Posiblemente fueron hombres astrónomos de la cultura nazca quienes construyeron este geoglifo, que no fue puesto allí para que los viajeros pasaran delante de él sin reparar en su presencia. Se asocia el geoglifo a la Constelación de la Cruz del Sur, conocida también como la Cruz de los navegantes, por indicar a los marinos del hemisferio Sur la ubicación del polo sur por medio de su eje principal que les servirá de guía y orientación en sus viajes. De cada uno de los brazos, arranca su correspondiente poste, paralelo al eje principal, del que equivaldría al eje de la cruz del Sur, Guillermo Illescas en las meditadas investigaciones acerca de este geoglifo, lo ha identificado plenamente con la Cruz del Sur y algunas estrellas de la constelación Centauro que serían las que le dan su peculiar forma de Candelabro. “Volviendo los ojos al cielo podríamos comprobar dice que un poco más a la izquierda al oriente de la estrella Beta Cruz y un poco más arriba de ella al norte se encuentra la estrella Pi Centauro, la misma que al unirse con la estrella correspondiente de dicha constelación mediante una proyección generada entre las estrellas que se indican, serviría para determinar el poste lateral de ese lado resultando de ese modo, paralelo al eje principal. En referencia a los indicios el sistema reproductor masculino es superior al femenino